# Dibamba (fleuve)
La Dibamba est un fleuve de la région du Littoral au Cameroun. Elle limite Douala par le sud, à Japoma, et se jette dans l'Océan Atlantique.

## Hydrométrie

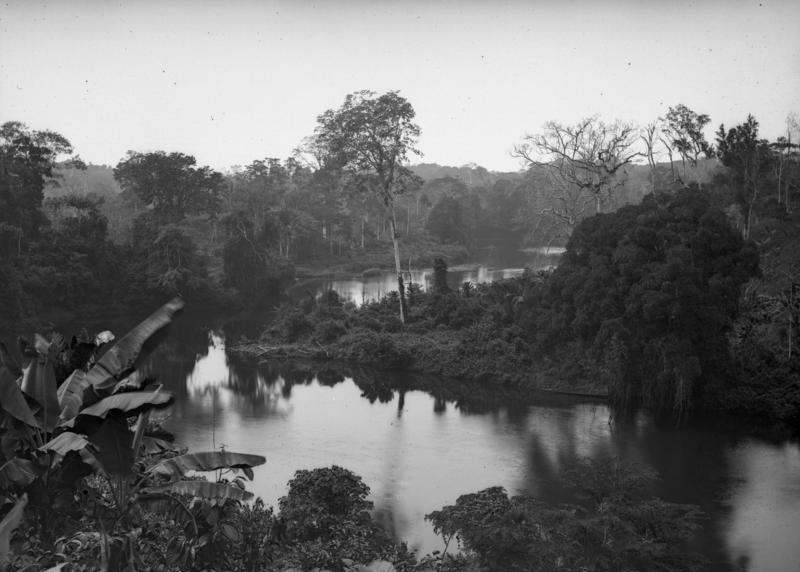
La Dibamba en 1903.

La Dibamba a une longueur de 150 km et un bassin de 2 400 km2. Le débit moyen à son embouchure est de 480 m3/s.
À son embouchure, le fleuve forme une marée et se jette dans l'estuaire du Wouri à travers les forêts de mangroves qui s'étendent au sud de Douala au point Souelaba.
Près de Douala, le fleuve est traversé par un pont de 370 mètres de long en poutre préfabriqué et béton précontraint datant de 1983 - 1984.

## Histoire
Les Douala, qui peuplent aujourd'hui la région de Douala et alentours, ont déménagé à leur emplacement initial Pitti sur le fleuve Dibamba, déplaçant les cultivateurs Bassa-Bakoko. Les Douala disent descendre de Mbedi, fils de Mbongo, qui vivait dans Piti.
Monneba était un chef Douala, sur la côte du Cameroun dans les années 1630, engagé dans le commerce de l'ivoire et des esclaves avec les Européens.
Des cartes hollandaises de 1650 placent Monneba sur le fleuve Dibamba, qui est appelé ruisseau ou canal de Monneba (Monnebasa Gat).
La Dibamba a été le théâtre des hostilités navales pendant la Première Guerre mondiale, lorsque le commandant Ralph Stuart Sneyd a engagé et coulé une grande vedette allemande le 10 septembre 1914, et a conduit l'ennemi hors de leur poste à Piti.

## Aujourd'hui

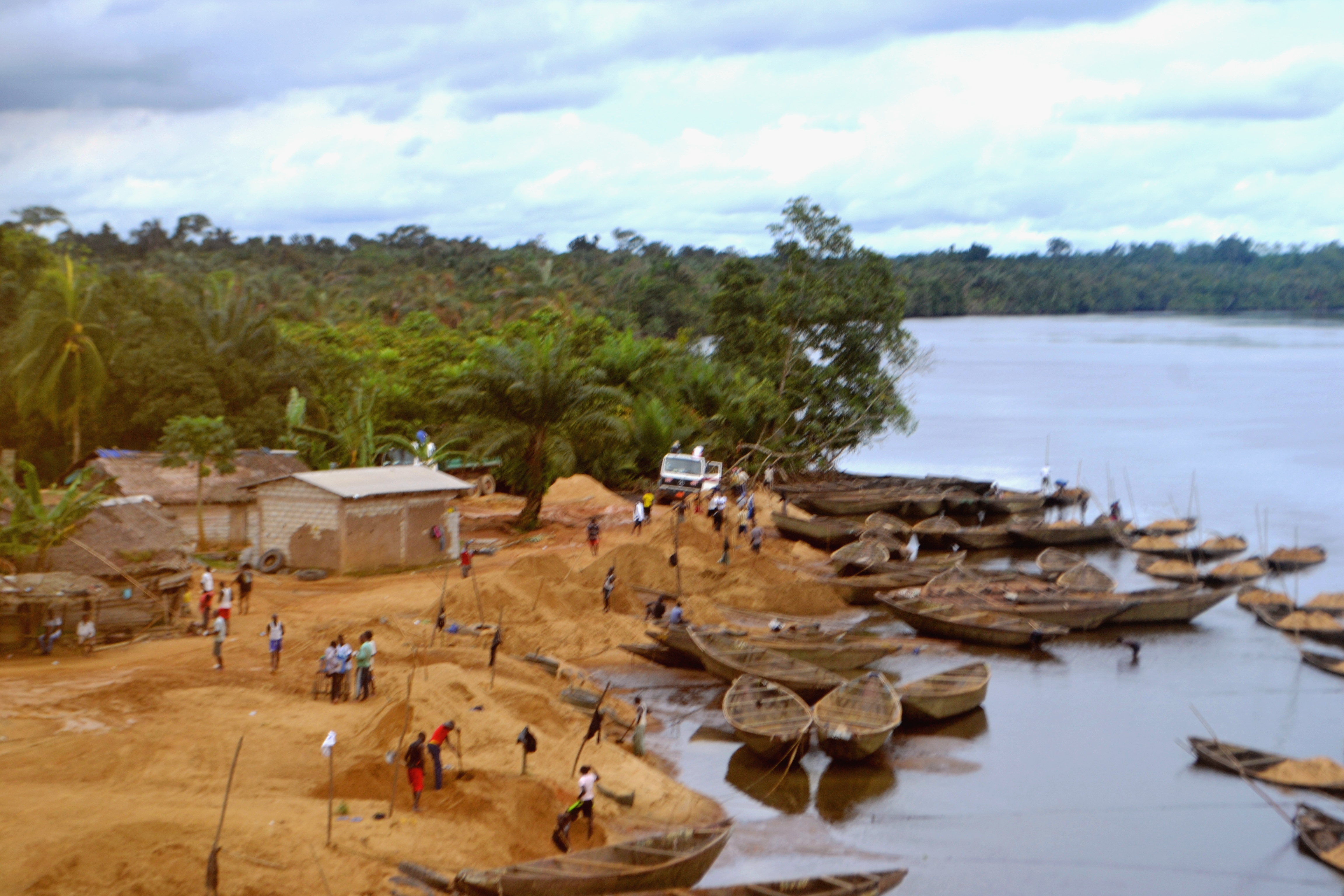
Carrière de sable.

### Environnement
Des usines de la zone industrielle de Douala Bassa déchargent des polluants dans les ruisseaux affluents de la Dibamba estuariens.
Les zones humides sont rapidement colonisées par les espèces envahissantes, et un grand nombre de phytoplanctons ont été identifiés, dont certains sont causés par la pollution [citation nécessaire].
À l'intérieur, il y a encore quelques parcelles de forêt marécageuse sur le cours de la Dibamba. Beaucoup ont cependant ont été défrichées et drainées pour des plantations de palmiers à huile. La faune de la rivière n'est pas bien protégée. Le Lamantin d'Afrique (Trichechus senegalensis) est en voie de disparition.